# Kolsjön (Karlstorps socken, Småland)
Kolsjön är en sjö i Vetlanda kommun i Småland och ingår i Emåns huvudavrinningsområde. Sjön är 2,4 meter djup, har en yta på 0,267 kvadratkilometer och är belägen 188 meter över havet. Sjön avvattnas av vattendraget Sällevadsån.

## Delavrinningsområde
Kolsjön ingår i det delavrinningsområde (637741-148278) som SMHI kallar för Utloppet av Kolsjön. Medelhöjden är 232 meter över havet och ytan är 39,13 kvadratkilometer. Det finns inga delavrinningsområden uppströms utan avrinningsområdet är högsta punkten. Sällevadsån som avvattnar avrinningsområdet har biflödesordning 2, vilket innebär att vattnet flödar genom totalt 2 vattendrag innan det når havet efter 135 kilometer. Delavrinningsområdet består mestadels av skog (75 procent) och jordbruk (13 procent). Avrinningsområdet har 0,46 kvadratkilometer vattenytor vilket ger det en sjöprocent på 1,2 procent.